# Felix Sjöstedt
Felix Sjöstedt, född 30 augusti 1804 i Eksjö, död 30 juni 1860 i Århus, Danmark, var en svensk präst i Skänninge församling. 

## Biografi
Felix Sjöstedt föddes 30 augusti 1804 i Eksjö. Han var son till handlanden och rådmannen Nils Johan Sjöstedt och Ingrid Kristina Wessman. Sjöstedt blev 1825 student vid Uppsala universitet och 1829 filosofie kandidat. Han blev 1830 filosofie magister och 24 april 1832 teologie kandidat. Sjöstedt prästviges 15 december 1832 och 13 mars 1835 teologie licens. Den  7 maj 1832 blev han docent vid Uppsala universitet. Han blev 1 november 1836 andre teologie adjunkt samt kyrkoherde i Hagby församling. Sjöstedt blev 1839 förste teologie adjunkt och 26 augusti 1840 Prost. År 1844 blev han teologie doktor och16 februari 1849 kyrkoherde i Skänninge församling, tillträdde samma år. Sjöstedt avled 30 juni 1860 i Århus, Danmark.

### Familj
Sjöstedt gifte sig första gången 24 juni 1824 med Sofia Eleonora Vilhelmina Rosin (1816–1836). Hon var dotter till kaptenen Karl Fredrik Rosin och Kristina Sofia Rydelius.
Sjöstedt gifte sig andra gången 1839 med Emilia Sofia Suneson (1812–1860). Hon var dotter till auditören Johan Suneson och Anna Hedvig Ekstrand i Eksjö. De fick tillsammans barnen Hedvig Sofia Fredrika (född 1840), Hedvig Sofia Matilda (1849–1894).